# Gasteracantha lepelletieri
Gasteracantha lepelletieri är en spindelart som först beskrevs av Joseph Bénézet Xavier Guérin 1825.  Gasteracantha lepelletieri ingår i släktet Gasteracantha och familjen hjulspindlar. Inga underarter finns listade i Catalogue of Life.